# 水洼乡
水洼乡，是中华人民共和国四川省甘孜藏族自治州乡城县下辖的一个乡镇级行政单位。

## 行政区划
水洼乡下辖以下地区：
俄扎村、白格村、郎冲村、水洼村、那拉岗村、雨洼村和西洼村。